# La Mézière
La Mézière är en kommun i departementet Ille-et-Vilaine i regionen Bretagne i nordvästra Frankrike. Kommunen ligger i kantonen Hédé som tillhör arrondissementet Rennes. År 2022 hade La Mézière 4 935 invånare.

## Befolkningsutveckling
Antalet invånare i kommunen La Mézière
Referens:INSEE